# Эмеково
Эме́ково (мар. Купсола́) — село в Волжском районе Республики Марий Эл. Входит в состав и является административным центром Эмековского сельского поселения.
Численность населения — 1504 чел. (2010 год).

## География
Село располагается в 18 км на север от административного центра района — города Волжск. С запада от села проходят автодорога А295 и железнодорожная линия Зелёный Дол — Яранск Горьковской железной дороги, ближайшая станция — Помары.

## История
Точное время основания поселения неизвестно.
В 1902 году в Эмеково открылась церковно-приходская школа с обучением на марийском языке. В 1914 году в Эмеково построено деревянное здание церкви во имя Покрова Пресвятой Богородицы, поселение получило статус села. В годы советской власти храм был закрыт, здание церкви обезглавлено и переделано в сельский клуб.
С образованием Марийской автономной области в 1920 году Эмеково вошло в состав Помарской волости Краснококшайского кантона. В 1954 году в результате объединения Кукшенерского и Алексеевского сельсоветов образован Эмековский сельсовет. В 1980 году в состав Эмеково вошли деревни Деушево и Кукшенеры.
В 1931 году в селе организована сельхозартель «Призывник». В 1952 году село вошло в состав укрупнённого колхоза «Новая жизнь», с 1970 года — совхоза «Эмековский».
В 1956 году было построено здание новой средней школы, действующей до настоящего времени.

## Население
В 1907 году в селе проживало 198 человек, в 1923 году — 190 человек.
| 2002 | 2010  |
| ---- | ----- |
| 1479 | ↗1504 |

## Современное состояние

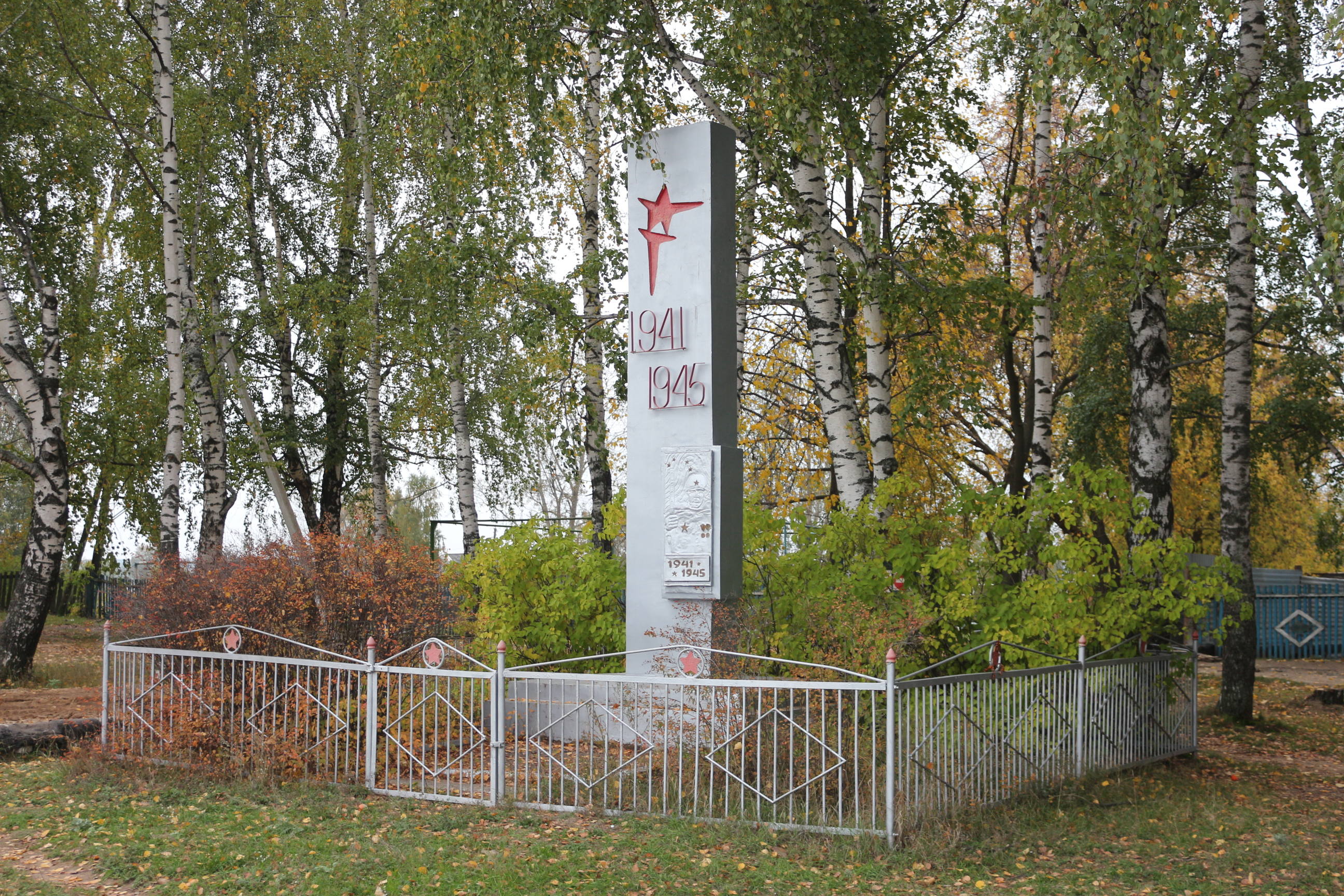
Обелиск воинам-землякам, погибшим в годы Великой Отечественной войны

В селе действует Эмековская общеобразовательная школа, детский сад № 5 «Колокольчик». Вместо старой деревянной школы запланировано строительство новой школы.
Имеющиеся учреждения культуры: Эмековская СДК, библиотека. Имеется несколько магазинов.
В 2015 году открыт новый фельдшерско-акушерский пункт.
При церкви Покрова Пресвятой Богородицы (восстановленной в 1997—1998 гг.) с 2004 г. действует единственная в республике Марий Эл богадельня.
В селе с 1971 года установлен обелиск воинам, погибшим в годы Великой Отечественной войны.

## Известные жители
Эпанаева Анастасия Васильевна (1911—1981) — директор Эмековской школы (1946—1952).